# Правило відрізків
Пра́вило відрі́зків або пра́вило ва́желя (англ. lever rule) — правило, що використовується у металознавстві, яке на основі діаграми станів сплаву дозволяє визначити при будь-якій температурі кристалізації:
- склад (концентрацію) твердої і рідкої фаз;
- відносні вагові кількості твердої і рідкої фаз.

У процесі кристалізації сплавів змінюються і концентрація фаз (тому склад рідини змінюється), і кількість кожної фази (при кристалізації кількість твердої фази збільшується, а рідкої зменшується). Безпосередній хімічний аналіз і зважування рідкої і твердої фаз на будь-якій стадії кристалізації сплавів могли б дати точну відповідь про їх склад та відносні вагові кількості. Однак ці способи громіздкі і тривалі. Крім того, практично вони далеко не завжди здійсненні.

Визначення концентрації компонентів у фазах

Коли у сплаві одночасно існують дві фази, правило відрізків у будь-якій точці діаграми,  дозволяє встановити кількість обох фаз та їх концентрацію.
Перше положення правила відрізків формулюється так: 
| Щоб визначити концентрації компонентів у фазах, через дану точку, що характеризує стан сплаву, проводять коноду (горизонтальну лінію, паралельну до осі складу сплаву), до перетину з лініями, що обмежують дану область; проєкції точок перетину на вісь концентрацій показують склади фаз. |

Проєкція точки перетину з лінією ліквідус (точка L на рисунку праворуч) на вісь складу покаже концентрацію (Wl) компонентів у рідкому розчині, а проєкція точки перетину з лінією солідус (точка S) — концентрацію (Ws) компонентів у твердому розчині.

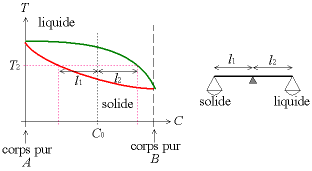
Визначення кількісного співвідношення фаз

Друге положення правила відрізків формулюється так: 
| Для того щоб визначити кількісне співвідношення фаз, через задану точку проводять горизонтальну лінію. Довжини відрізків цієї лінії між заданою точкою і точками, що визначають склади фаз, обернено пропорційні до кількості цих фаз. |

Масова частка QP рідкого розчину для обраної точки зі складом компонентів C0 при температурі Т2 становить:
{\displaystyle Q_{P}={\frac {l_{2}}{l_{1}+l_{2}}}\cdot 100\%,}
і масова частка QT твердого розчину для цієї ж точки на діаграмі:
{\displaystyle Q_{T}={\frac {l_{1}}{l_{1}+l_{2}}}\cdot 100\%.}
Правило відрізків у подвійних діаграмах стану можна застосувати лише у двофазних зонах. В однофазній області є лише одна фаза; будь-яка точка всередині зони характеризує її концентрацію.